# Christopher A. Coons
Christopher A. Coons (ur. 9 września 1963 w Greenwich, Connecticut) – amerykański polityk związany z Partią Demokratyczną, od listopada 2010 roku senator Stanów Zjednoczonych z Delaware.